# Star Fox Zero
Star Fox Zero is een computerspel ontwikkeld door Nintendo EPD en PlatinumGames en uitgegeven door Nintendo voor de Wii U. Het shoot 'em upspel is uitgekomen in Japan op 21 april 2016 en in de VS en Europa op 22 april 2016.
Een losstaand spel Star Fox Guard kwam gebundeld met het spel.

## Gameplay
Het spel is een driedimensionale rail shooter dat grotendeels de gameplay volgt van vorige spellen in de serie. De speler bestuurt Fox McCloud in zijn Arwing door diverse levels. Men bestuurt het ruimteschip met de Gamepad van de Wii U, waarbij ook bewegingsbesturing wordt gebruikt voor het richten op vijanden. De speler kan upgrades toevoegen in de vorm van lasers en bommen, om de Arwing zo sterker te maken.
Sommige voertuigen kunnen van vorm veranderen in bepaalde situaties. Zo kan bijvoorbeeld de Arwing transformeren in een Walker, waarmee men op de grond kan lopen.
Personages uit vorige spellen keren terug in dit spel. Zo wordt Fox bijgestaan door Falco Lombardi, Peppy Hare en Slippy Toad, en keert ook aartsrivaal Wolf O'Donnell terug. Ook enkele oude locaties zijn toegevoegd.
Het spel is compatibel met amiibo-figuren, die de speler kan scannen om extra mogelijkheden te ontsluiten, zoals de Retro Arwing en de Black Arwing. Deze ruimteschepen worden ook beschikbaar door voldoende gouden medailles te verzamelen.

## Ontvangst
| Recensiescore             | Recensiescore |
| Recensieverzamelaar       | Score         |
| ------------------------- | ------------- |
| Metacritic                | 69%           |
| Publicist                 | Score         |
| Destructoid               | 7             |
| Electronic Gaming Monthly | 7             |
| Famitsu                   | 35/40         |
| Game Informer             | 6,75          |
| GameSpot                  | 7             |
| IGN                       | 7,5           |
| Nintendo Life             | 8             |

Star Fox Zero ontving zowel positieve als gemengde recensies. Men prees het levelontwerp, de eindbazen en de mogelijkheid om verschillende paden te kiezen. Kritiek was er op de lengte en vooral de besturing van het spel.
Op Metacritic, een recensieverzamelaar, heeft het spel een score van 69%.